# Józef Sack
Józef Sack (ur. 15 listopada 1899 w Przemyślu, zm. 1965 w Izraelu) – polski dziennikarz i działacz syjonistyczny, poseł na Sejm Ustawodawczy (1947–1952).

## Życiorys
W międzywojennej Polsce, po służbie wojskowej (1919–1920), ukończył studia z zakresu polonistyki i filologii klasycznej na Uniwersytecie Jana Kazimierza we Lwowie (1925), pełnił od września 1925 przez 14 lat funkcję kierownika Głównej Biblioteki Judaistycznej w Warszawie, a także był nauczycielem literatury pracującym w Częstochowie. Podczas II wojny światowej trafił do getta warszawskiego, gdzie współtworzył Żydowski Komitet Narodowy. W 1944 walczył w powstaniu warszawskim.
W 1945 wszedł w skład kolegium redakcyjnego „Dos Naje Lebn”. Był członkiem Centralnego Komitetu Żydów Polskich (CKŻP) oraz jego delegatem na konferencję Światowego Kongresu Żydów w Londynie. Działał w Poalej Syjon – Prawicy, ale nie poparł jej zjednoczenia z Poalej Syjon – Lewicą, przyłączając się do ugrupowania Hitachdut. Obie organizacje założyły 17 lipca 1947 wspólną partię: Żydowską Syjonistyczno-Socjalistyczną Partię Robotniczą Poalej Syjon – Hitachdut, na czele której Józef Sack stanął (działała ona do końca lat 40.).
W styczniu 1947 został jednym z dwóch żydowskich posłów do Sejmu Ustawodawczego (mandat uzyskał z listy państwowej). Na przełomie 1947 i 1948 odbył wspólną podróż wraz z Rywą Wojskowską do Ameryki Łacińskiej, gdzie przedstawiał realia życia żydowskiego w Polsce tamtejszym społecznościom żydowskim. Na przełomie czerwca i lipca 1948 był jednym z delegatów na druga sesję Światowego Kongresu Żydów w Montreux.